# Escala Hirajōshi

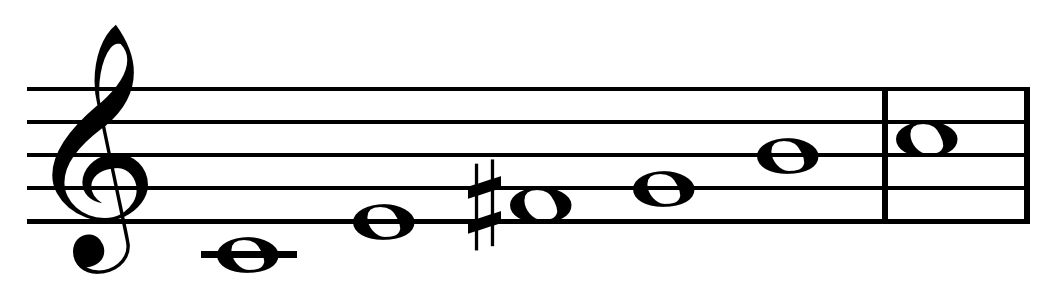
Escala Hirajoshi en do según Burrows.

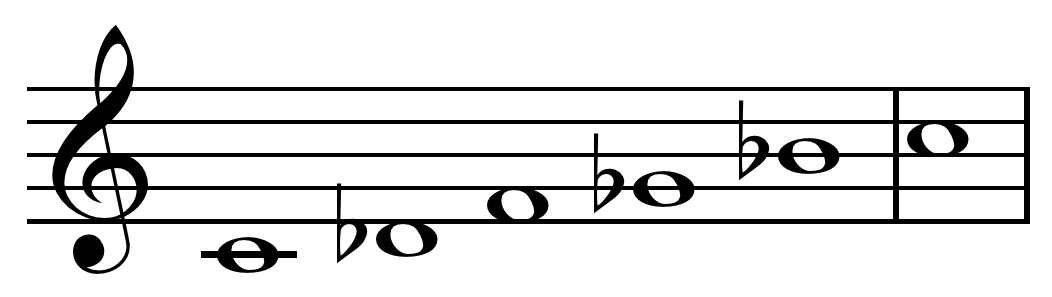
Escala Hirajōshi en do según Sachs y Slonimsky.

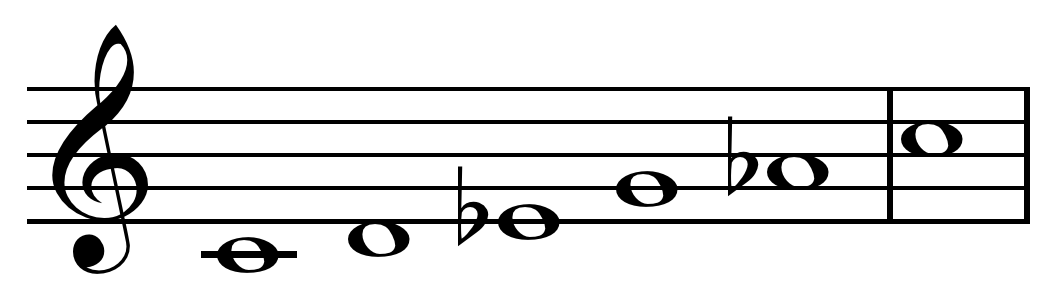
Escala Hirajōshi en do según Kostka & Payne y Speed

La escala Hirajōshi (de hira-choshi (平調子 hirachōshi?,  chōshi = afinación e hira = cualquiera, nivel, tranquilo, estándar o regular) es una escala de afinación adaptada de la música shamisen por Yatsuhashi Kengyō para la afinación del koto "Las escalas hirajoshi, kumoijoshi, y kokinjoshi en Occidente son derivaciones de las afinaciones del koto con los mismos nombres. Estas escalas han sido utilizadas por guitarristas de rock y jazz en búsqueda de sonidos 'nuevos'." También es conocida como pentatónica japonesa.
Burrows la describió como C-E-F♯-G-B. Sachs, así como Slonimsky, como C-D♭-F-G♭-B♭. Speed y Kostka & Payne la describieron como C-D-E♭-G-A♭. Destaca que todas son escalas hemitónicas pentatónicas (Escalas de cinco notas con uno o más semitonos) y son modos diferentes del mismo patrón de intervalos, semitonos 2-1-4-1-4.
Los cinco modos musicales de la escala Hirajoshi también puede ser derivados como subconjuntos de algunos modos griegos.
Algunas escalas sinónimas tienen nombres diferentes en regiones de Japón, así como han grabado diversos etnomusicólogos e investigadores, los cual puede causar confusiones. Por ejemplo, la escala Iwato tiene los mismos intervalos que el concepto de Slonimsky de la escala Hirajoshi, y es también el cuarto modo de la escala In. La misma escala dada por Kostka & Payne iguala el tercer modo de la escala In.
Esta escala carece del 2º y 6º grado, al igual que la escala china, solo que esta tiene la modalidad menor.

## Leer más
- Hewitt, Michael. 2013. Escalas musicales del mundo. ISBN 978-0957547001.

- Datos: Q5768917